# Епархия Сан-Миниато
Епархия Сан-Миниато (лат. Dioecesis Sancti Miniati, итал. Diocesi di San Miniato) — епархия Римско-католической церкви, в составе митрополии Флоренции, входящей в церковную область Тосканы.
Клир епархии включает 77 священников (59 епархиальных и 18 монашествующих священников), 11 диаконов, 20 монаха, 77 монахинь.
Адрес епархии: Piazza Duomo 1, 56027 San Miniato [Pisa], Italia.
Патронами епархии Сан-Миниато является Святой Генезий из Арля (мученик IV века), а также Святой Миниас из Флоренции (первый мученик Флоренции, 3 век), в честь которого и назван город Сан-Миниато.

## Территория
В юрисдикцию епархии входят 91 приход в 19 коммунах Тосканы в провинциях Флоренция, Пиза и Пистойя. Все приходы разделены на 4 деканата, которые, в свою очередь, состоят из 21 пастырской единицы.
Кафедра епископа находится в городе Сан-Миниато в церкви Успения Девы Марии и святого Генезия.

## История
Сан-Миниато известен ещё с VIII века. В 1248 году в городе появился свой капитул, перенесенный из Сан-Дженезио. В 1401 году республика Флоренция планировала основать епархию в Сан-Миниато, чтобы вывести город из-под юрисдикции архиепархии Лукки. В 1526 году председателю капитула было присвоено достоинство аналогичное епископскому.
Кафедра Сан-Миниато была основана 5 декабря 1622 года буллой Pro excellenti Папы Григория XV на части территории архиепархии Лукки.
В 1650 году была основана епархиальная семинария, которая была расширена в XVIII веке. В первой половине XIX века, при епископе Торелло Пьерацци были основаны библиотека семинарии и сберегательный банк.
С 1937 года выходит в печать епархиальный еженедельник La domenica («Воскресенье»).

## Ординарии епархии
- Франческо Нори[итал.] (11.3.1624 — 30.12.1631);
- Алессандро Строцци[итал.] (8.3.1632 — 28.8.1648);
- Анджело Пики[итал.] (23.11.1648 — 12.12.1653);
- Пьетро Фрескобальди[итал.] (19.10.1654 — 11.12.1654);
- Джован Баттиста Бардуччи[итал.] (26.6.1656 — 17.9.1661);
- Мауро Корси[итал.] (31.7.1662 — 30.12.1680) — камальдолиец;
- Якопо Антонио Мориджа (1.9.1681 — 27.2.1683) — барнабит, назначен архиепископом Флоренции;
- Микеле Карло Висдомини-Кортиджани[итал.] (14.8.1683 — 22.11.1702) — назначен епископом Пистойи и Прато;
- Джованни Франческо Мария Поджи[итал.] (19.2.1703 — 14.4.1719) — сервит;
- Андреа Луиджи Каттани[итал.] (27.3.1720 — 28.10.1734);
- Джузеппе Суарес де ла Конка[итал.] (27.2.1734 — 27.101754);
- Доменико Польтри[итал.] (22.9.1755 — 30.9.1778);
- Франческо Бруноне Фацци[итал.] (22.7.1779 — 27.1.1805);
- Пьетро Фацци[итал.] (26.11.1806 — 25.8.1832);
- Торелло Ромоло Пьерацци[итал.] (23.6.1834 — 31.1.1851);
  - Sede vacante (1851—1854);
- Франческо Мария Алли Маккарани[итал.] (17.12.1854 — 10.4.1863);
  - Sede vacante (1863—1867);
- Аннибале Варабези[итал.] (22.2.1867 — 2.2.1897);
- Пио Альберто дель Корона[итал.] (18.1.1897 — 8.8.1907) — доминиканец;
- Карло Фальчини[итал.] (30.8.1907 — 31.1.1928);
- Уго Джубби[итал.] (13.7.1928 — 23.9.1946);
- Феличе Беккаро[итал.] (26.11.1946 — 9.2.1972);
- Паоло Гиццони[итал.] (15.4.1972 — 11.6. 1986);
- Эдоардо Риччи[итал.] (27.2.1987 — 6.3.2004);
- Фаусто Тарделли[итал.] (6.03.2004 — 8.10.2014), назначен епископом Пистои
- Андреа Мильявакка (5.10.2015 - 15.09.2022)
- кафедра вакантна

## Статистика
На конец 2010 года из 170 142 человек, проживающих на территории епархии, католиками являлись 158 000 человек, что соответствует 92,9 % от общего числа населения епархии.
| год  | население | население | население | священники | священники        | священники         | священники                           | постоянные диаконы | монахи  | монахи  | приходы |
| год  | католики  | всего     | %         | всего      | белое духовенство | черное духовенство | число католиков на одного священника | постоянные диаконы | мужчины | женщины | приходы |
| ---- | --------- | --------- | --------- | ---------- | ----------------- | ------------------ | ------------------------------------ | ------------------ | ------- | ------- | ------- |
| 1950 | 133.208   | 133.228   | 100,0     | 174        | 155               | 19                 | 765                                  |                    | 27      | 282     | 109     |
| 1970 | 134.500   | 134.800   | 99,8      | 158        | 133               | 25                 | 851                                  |                    | 29      | 260     | 107     |
| 1980 | 144.390   | 145.034   | 99,6      | 125        | 110               | 15                 | 1.155                                |                    | 17      | 253     | 107     |
| 1990 | 147.205   | 148.685   | 99,0      | 106        | 95                | 11                 | 1.388                                | 1                  | 12      | 168     | 91      |
| 1999 | 151.403   | 152.826   | 99,1      | 94         | 79                | 15                 | 1.610                                | 4                  | 16      | 137     | 90      |
| 2000 | 151.349   | 152.398   | 99,3      | 92         | 78                | 14                 | 1.645                                | 4                  | 15      | 123     | 90      |
| 2001 | 153.258   | 154.454   | 99,2      | 77         | 64                | 13                 | 1.990                                | 4                  | 14      | 122     | 90      |
| 2002 | 152.884   | 154.937   | 98,7      | 78         | 62                | 16                 | 1.960                                | 5                  | 18      | 103     | 90      |
| 2003 | 151.419   | 154.937   | 97,7      | 71         | 56                | 15                 | 2.132                                | 4                  | 16      | 135     | 91      |
| 2004 | 156.537   | 158.355   | 98,9      | 86         | 71                | 15                 | 1.820                                | 4                  | 16      | 115     | 91      |
| 2010 | 158.000   | 170.142   | 92,9      | 79         | 62                | 17                 | 2.000                                | 11                 | 21      | 108     | 91      |